# Broadway (sång)
Broadway är en låt av den franska musikern Sébastien Tellier. Låten var den andra singeln från albumet Politics.
Låtens text är en bedjan till Johnny Rico, huvudpersonen i Robert A. Heinleins roman Stjärnsoldaten från 1959, om att han ska komma och rädda oss från kaoset på Jorden.